# (5922) Shouichi
(5922) Shouichi est un astéroïde de la ceinture principale.

## Description
(5922) Shouichi est un astéroïde de la ceinture principale. Il fut découvert le 21 octobre 1992 à Kiyosato par Satoru Ōtomo. Il présente une orbite caractérisée par un demi-grand axe de 3,01 UA, une excentricité de 0,11 et une inclinaison de 7,9° par rapport à l'écliptique.

## Compléments